# Észt útlevél
Az észt útlevél (észtül: Eesti kodaniku pass) nemzetközi útiokmány, amelyet Észtország bocsát ki, és amely az észt állampolgárság igazolására is szolgál. Az útlevél amellett, hogy lehetővé teszi a viselőjének a nemzetközi utazást és az észt állampolgárság igazolását, megkönnyíti az észt konzuli tisztviselők segítségének igénybe vételét külföldön, ha ez szükséges. (Amennyiben egy országban nincs észt konzulátus, az észt állampolgárok más EU-országok konzuli segítségét is igénybe vehetik.)
Minden észt állampolgár egyben az Európai Unió polgára is. Az útlevél az észt személyi igazolványhoz hasonlóan lehetővé teszi a szabad mozgást és tartózkodást az Európai Unió és az Európai Gazdasági Térség bármely államában, valamint Svájcban.
Észt hazatérési engedélyt kell kiállítani az olyan külföldön tartózkodó észt állampolgár számára, akinek észt útlevele használhatatlanná válik, vagy megsemmisül vagy elveszik. Az észt hazatérési engedélyt a születési anyakönyvi kivonat alapján állítják ki az olyan egy évnél fiatalabb gyermek számára, aki Észtország állampolgárától született idegen államban.
Hazatérési támogatást vehetnek igénybe azok az észt származású személyek és észt állampolgárok, akik legalább 10 éve Észtországon kívül élnek, vagy idegen országban születtek, amennyiben Észtországban kívánnak letelepedni, és ehhez segítségre szorulnak.

## Története
Az első észt útleveleket 1991-ben állították ki, nem sokkal azután, hogy Észtország megszerezte függetlenségét a Szovjetuniótól. A géppel olvasható útlevelet 2002-ben vezették be.

## Ügyintézés
Az észt Rendőrség és Határőrség és az észt külképviseletek felelősek az észt útlevelek kiadásáért és megújításáért.

## Fizikai megjelenés
Az Európai Unió szokásos formatervezésével összhangban az észt útlevelek bordó színűek, az előlap közepén az észt címer látható. A címer fölött az „EUROOPA LIIT” (Európai Unió) és az „EESTI” (Észtország) szavak, a címer alatt pedig a „PASS” (Útlevél) szó látható. Az észt útlevelek alján a szokásos biometrikus szimbólum található.

### Személyazonossági információkat tartalmazó oldal
Az észt útlevél adatlapja a következő információkat tartalmazza:
- Az útlevél birtokosának fényképe
- Típus (P a szokásos útleveleknél)
- Kibocsátó állam kódja (EST)
- Útlevél száma
- 1 Vezetéknév
- 2 Keresztnevek
- 3 állampolgárság (Eesti/Est)
- 4 Születési dátum
- 5 Személyi azonosító szám
- 6 Nem
- 7 Születési hely
- 8 Kibocsátás dátuma
- 9 A kibocsátó hatóság
- 10 Lejárat dátuma
- 11 Tulajdonos aláírása

Az információs oldal alján található a „P<EST” kezdetű géppel olvasható vizsgálati zóna.

### Nyelvek
Az adatlap/információs oldal észt, angol és francia nyelven van kinyomtatva.

## Vízumkényszer

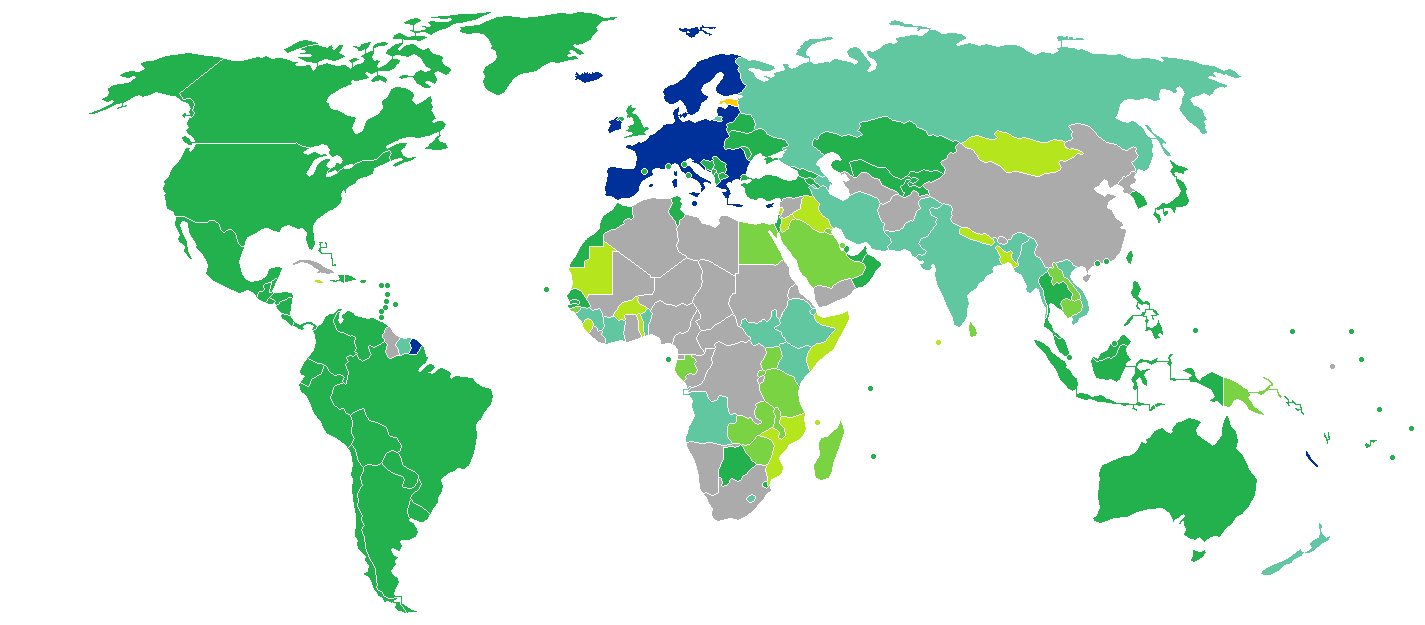
Az észt állampolgárokra vonatkozó vízumszabályok
Észtország
Szabad mozgás
Nem kell vízum
Vízum érkezéskor a határon
e-vízum
Online vagy a határon érkezéskor beszerezhető vízum
Előzetes vízumkényszer

Az észt állampolgárok vízumkötelezettsége más államok hatóságainak az észt állampolgárokra vonatkozó adminisztratív beutazási korlátozása. A 2020. április 3-i állás szerint az észt állampolgárok 179 országot látogathatnak meg vízum nélkül vagy az érkezéskor kiadott vízummal. A 2021-es állás szerint az észt útlevelet a Henley Passport Index szerint a világ 11. helyén jegyzik az utazási szabadság szempontjából.  (Ugyanez a rangsor Magyarországot a 9. helyre sorolja.)   Az észt állampolgárok az EU-szerződés 21. cikkében biztosított szabad mozgás és tartózkodás jogának eredményeként az EU bármely országában élhetnek és dolgozhatnak.

## Útlevéltípusok
Észtországban a szokásos útleveleken kívül diplomáciai és szolgálati útleveleket is kiadnak azok számára, akik jogosultak ilyen dokumentumok birtoklására.

## Biometrikus útlevelek
Az észt biometrikus útlevelekre vonatkozó pályázatot a Gemalto nyerte meg. A cég 2007 elején adta át az első új útleveleket.
2009 júniusától minden észt útlevelet kérelmezőnek meg kell adnia ujjlenyomatát, amelyet útlevelében a biometrikus chipen tárolnak.

## Fordítás
- Ez a szócikk részben vagy egészben  az   Estonian passport című angol Wikipédia-szócikk ezen változatának fordításán alapul.  Az eredeti cikk szerkesztőit annak laptörténete sorolja fel. Ez a jelzés csupán a megfogalmazás eredetét és a szerzői jogokat jelzi, nem szolgál a cikkben szereplő információk forrásmegjelöléseként.